# Amiota kitamurai
Amiota kitamurai este o specie de muște din genul Amiota, familia Drosophilidae, descrisă de Chen și Liu în anul 2004. Conform Catalogue of Life specia Amiota kitamurai nu are subspecii cunoscute.